# Goahtejávri
Goahtejávri, Njealjátjávri, Goalmmátjávri, Vidátjávri och Guđátjávri, eller Vuokŋoljávrrit är sjöar i Finland. De ligger i kommunen Utsjoki i landskapet Lappland, i den norra delen av landet, 1 100 km norr om huvudstaden Helsingfors. Goahtejávri ligger 226,6 meter över havet. Omgivningarna runt Goahtejávri är i huvudsak ett öppet busklandskap. Arean är 81 hektar och strandlinjen är 3,5 kilometer lång. Sjön  ingår i Tana älvs huvudavrinningsområde. 